# I liga polska w koszykówce mężczyzn (2008/2009)
I liga polska w koszykówce mężczyzn 2008/2009 – 55. edycja drugiego poziomu rozgrywek koszykówki mężczyzn w Polsce, organizowana przez PZKosz. Triumfatorem rozgrywek został Polonia 2011 Warszawa. Do Polskiej Ligi Koszykówki 2009/2010 awansowała także Stal Stalowa Wola.

## Kluby
- Asseco Prokom 2 Gdynia
- AZS PWSZ Kalisz
- GKS Tychy
- KS AZS AWF Katowice
- KS Sudety Jelenia Góra
- ŁKS Łódź
- Miasto Szkła Krosno
- MKS Dąbrowa Górnicza
- Polonia 2011 Warszawa
- PTG Sokół Łańcut
- Resovia Rzeszów
- Siarka Jezioro Tarnobrzeg
- Stal Stalowa Wola
- Zastal Zielona Góra
- Znicz Basket Pruszków
- Żubry Białystok

## Sezon zasadniczy

### Tabela końcowa
awans do play-off
     faza play-out
| Lp. | Drużyna                   | M  | Mecze | Mecze | Punkty | Punkty | Punkty | Punkty   | Pkt |
| Lp. | Drużyna                   | M  | W     | P     | +      | -      | +/-    | Stosunek | Pkt |
| --- | ------------------------- | -- | ----- | ----- | ------ | ------ | ------ | -------- | --- |
| 1.  | Polonia 2011 Warszawa     | 30 | 22    | 8     | 2511   | 2222   | +289   | 0.7333   | 52  |
| 2.  | Miasto Szkła Krosno       | 30 | 22    | 8     | 2324   | 2152   | +172   | 0.7333   | 52  |
| 3.  | GKS Tychy                 | 30 | 20    | 10    | 2384   | 2186   | +198   | 0.6667   | 50  |
| 4.  | Siarka Jezioro Tarnobrzeg | 30 | 20    | 10    | 2272   | 2142   | +130   | 0.6667   | 50  |
| 5.  | Zastal Zielona Góra       | 30 | 19    | 11    | 2228   | 1900   | +328   | 0.6333   | 49  |
| 6.  | ŁKS Łódź                  | 30 | 17    | 13    | 2355   | 2190   | +165   | 0.5667   | 47  |
| 7.  | Stal Stalowa Wola         | 30 | 17    | 13    | 2215   | 2085   | +130   | 0.5667   | 47  |
| 8.  | Żubry Białystok           | 30 | 16    | 14    | 2173   | 2132   | +41    | 0.5333   | 46  |
| 9.  | MKS Dąbrowa Górnicza      | 30 | 16    | 14    | 2176   | 2062   | +114   | 0.5333   | 46  |
| 10. | PTG Sokół Łańcut          | 30 | 14    | 16    | 1976   | 2080   | -104   | 0.4667   | 44  |
| 11. | KS Sudety Jelenia Góra    | 30 | 14    | 16    | 2149   | 2129   | +20    | 0.4667   | '44 |
| 12. | Znicz Basket Pruszków     | 30 | 13    | 17    | 2230   | 2314   | -84    | 0.4333   | 43  |
| 13. | AZS PWSZ Kalisz           | 30 | 10    | 20    | 1939   | 2231   | -292   | 0.3333   | 40  |
| 14. | KS AZS AWF Katowice       | 30 | 9     | 21    | 2087   | 2315   | -228   | 0.3000   | 39  |
| 15. | Asseco Prokom 2 Gdynia    | 30 | 8     | 22    | 2050   | 2286   | -236   | 0.2667   | 38  |
| 16. | Resovia Rzeszów           | 30 | 3     | 27    | 1751   | 2394   | -643   | 0.1000   | 33  |

### Wyniki
| Gospodarz/Gość            | GDY    | KAL    | TYC   | KAT    | JGR   | ŁÓD    | KRO   | DGR   | WAR   | ŁAŃ   | RZE    | TAR   | STW    | ZLG    | PRU   | BIA   |
| ------------------------- | ------ | ------ | ----- | ------ | ----- | ------ | ----- | ----- | ----- | ----- | ------ | ----- | ------ | ------ | ----- | ----- |
| Asseco Prokom 2 Gdynia    | —      | 60–65  | 63–83 | 56–65  | 68–76 | 91–94  | 60–78 | 78–87 | 93–92 | 87–81 | 20–00  | 66–78 | 77–74  | 53–76  | 76–62 | 77–60 |
| AZS PWSZ Kalisz           | 74–73  | —      | 70–81 | 82–76  | 67–76 | 68–61  | 58–91 | 69–86 | 74–95 | 52–55 | 64–58  | 73–75 | 65–82  | 35–70  | 75–65 | 50–62 |
| GKS Tychy                 | 94–84  | 84–61  | —     | 85–69  | 77–65 | 87–80  | 79–70 | 79–70 | 80–87 | 83–62 | 87–58  | 99–89 | 77–81  | 75–69  | 91–79 | 75–68 |
| KS AZS AWF Katowice       | 80–77  | 82–58  | 64–85 | —      | 80–75 | 70–77  | 66–93 | 64–72 | 78–84 | 62–79 | 67–70  | 75–71 | 79–62  | 78–72  | 67–71 | 69–86 |
| KS Sudety Jelenia Góra    | 62–71  | 73–58  | 67–64 | 86–74  | —     | 74–75  | 62–68 | 59–69 | 73–84 | 62–64 | 90–60  | 76–58 | 66–59  | 77–71  | 74–85 | 74–54 |
| ŁKS Łódź                  | 79–93  | 70–72  | 92–69 | 79–63  | 78–60 | —      | 94–82 | 76–73 | 67–98 | 89–62 | 80–60  | 72–76 | 84–69  | 90–91  | 92–83 | 80–61 |
| Miasto Szkła Krosno       | 90–63  | 85–63  | 71–69 | 85–74  | 71–68 | 80–69  | —     | 78–77 | 82–89 | 84–70 | 82–77  | 73–59 | 69–87  | 66–71  | 88–62 | 69–64 |
| MKS Dąbrowa Górnicza      | 117–69 | 54–57  | 64–75 | 72–74  | 77–84 | 68–74  | 70–73 | —     | 74–64 | 69–54 | 91–57  | 69–79 | 64–74  | 61–55  | 83–54 | 56–66 |
| Polonia 2011 Warszawa     | 80–65  | 92–67  | 88–79 | 91–71  | 82–91 | 81–80  | 96–77 | 62–66 | —     | 75–58 | 107–49 | 65–76 | 82–77  | 95–108 | 89–70 | 79–59 |
| PTG Sokół Łańcut          | 77–72  | 76–69  | 79–76 | 64–51  | 73–62 | 67–78  | 71–74 | 53–80 | 58–66 | —     | 71–32  | 66–55 | 69–63  | 51–88  | 81–58 | 72–77 |
| Resovia Rzeszów           | 74–70  | 54–69  | 62–76 | 68–81  | 65–75 | 26–103 | 61–69 | 63–76 | 62–92 | 56–63 | —      | 70–82 | 50–107 | 61–74  | 62–76 | 71–77 |
| Siarka Jezioro Tarnobrzeg | 97–75  | 90–62  | 88–79 | 72–67  | 77–70 | 81–74  | 73–67 | 67–73 | 82–84 | 66–59 | 98–59  | —     | 79–60  | 92–70  | 84–77 | 72–68 |
| Stal Stalowa Wola         | 90–65  | 69–62  | 74–81 | 94–75  | 81–70 | 75–72  | 62–63 | 74–46 | 57–67 | 84–56 | 80–82  | 64–52 | —      | 69–62  | 78–68 | 69–68 |
| Zastal Zielona Góra       | 20–00  | 57–44  | 51–62 | 112–57 | 63–60 | 61–64  | 75–77 | 90–50 | 80–87 | 78–51 | 101–41 | 70–64 | 72–57  | —      | 87–73 | 69–72 |
| Znicz Zastal Pruszków     | 92–63  | 77–81  | 80–76 | 59–55  | 71–74 | 77–72  | 91–87 | 68–82 | 82–80 | 68–75 | 85–73  | 92–66 | 97–72  | 75–81  | —     | 64–59 |
| Żubry Białystok           | 89–85  | 102–75 | 81–77 | 78–54  | 85–68 | 72–60  | 72–82 | 73–80 | 87–78 | 64–59 | 81–70  | 68–74 | 66–71  | 63–84  | 91–69 | —     |

### Mecz po meczu – zwycięstwa, porażki
| Drużyna \ Mecz            | 1                      | 2 | 3 | 4 | 5 | 6 | 7 | 8 | 9 | 10 | 11 | 12 | 13 | 14 | 15 | 16 | 17 | 18 | 19 | 20 | 21 | 22 | 23 | 24 | 25 | 26 | 27 | 28 | 29 | 30 | Poz. |     |
| ------------------------- | ---------------------- | - | - | - | - | - | - | - | - | -- | -- | -- | -- | -- | -- | -- | -- | -- | -- | -- | -- | -- | -- | -- | -- | -- | -- | -- | -- | -- | ---- | --- |
| Drużyna \ Mecz            | Asseco Prokom 2 Gdynia | P | P | P | P | P | P | Z | Z | Z  | Z  | P  | P  | Z  | P  | P  | P  | Z  | P  | Z  | P  | P  | P  | P  | P  | P  | P  | P  | P  | Z  | P    | 15. |
| AZS PWSZ Kalisz           | P                      | Z | Z | P | Z | P | P | P | P | P  | Z  | P  | P  | Z  | Z  | P  | Z  | Z  | P  | Z  | P  | P  | P  | P  | P  | Z  | P  | P  | P  | P  | 13.  |     |
| GKS Tychy                 | Z                      | Z | Z | Z | Z | Z | P | Z | P | Z  | Z  | P  | Z  | P  | Z  | Z  | Z  | P  | Z  | Z  | P  | Z  | Z  | Z  | Z  | P  | Z  | P  | P  | P  | 3.   |     |
| KS AZS AWF Katowice       | P                      | P | Z | P | P | P | Z | Z | Z | Z  | Z  | Z  | P  | P  | P  | P  | P  | P  | P  | P  | P  | P  | P  | P  | P  | P  | Z  | P  | P  | Z  | 14.  |     |
| KS Sudety Jelenia Góra    | P                      | P | P | Z | Z | P | P | Z | Z | P  | P  | P  | Z  | Z  | P  | P  | P  | P  | P  | P  | Z  | Z  | P  | Z  | Z  | P  | Z  | Z  | P  | Z  | 11.  |     |
| ŁKS Łódź                  | P                      | P | Z | Z | Z | Z | Z | P | P | Z  | P  | Z  | P  | P  | Z  | Z  | P  | Z  | Z  | Z  | P  | Z  | Z  | Z  | P  | P  | P  | Z  | P  | Z  | 6.   |     |
| Miasto Szkła Krosno       | Z                      | Z | Z | Z | Z | P | Z | Z | Z | P  | Z  | Z  | Z  | Z  | Z  | Z  | P  | P  | Z  | Z  | Z  | P  | Z  | P  | P  | Z  | Z  | Z  | P  | Z  | 2.   |     |
| MKS Dąbrowa Górnicza      | P                      | Z | Z | P | Z | Z | Z | P | P | Z  | Z  | P  | Z  | P  | Z  | P  | P  | Z  | P  | Z  | P  | P  | Z  | P  | Z  | Z  | P  | Z  | Z  | P  | 8.   |     |
| Polonia 2011 Warszawa     | Z                      | Z | P | P | P | Z | Z | Z | P | Z  | Z  | Z  | P  | Z  | Z  | Z  | Z  | Z  | Z  | P  | Z  | Z  | Z  | Z  | Z  | P  | Z  | Z  | Z  | P  | 1.   |     |
| PTG Sokół Łańcut          | P                      | Z | P | Z | Z | Z | P | P | Z | Z  | P  | Z  | P  | P  | P  | P  | Z  | P  | Z  | P  | Z  | Z  | P  | Z  | Z  | P  | P  | Z  | P  | P  | 10.  |     |
| Resovia Rzeszów           | P                      | P | P | P | P | P | P | P | P | P  | P  | Z  | P  | Z  | P  | P  | P  | P  | P  | P  | P  | P  | P  | P  | P  | Z  | P  | P  | P  | P  | 16.  |     |
| Siarka Jezioro Tarnobrzeg | P                      | P | P | Z | Z | Z | P | Z | Z | Z  | P  | P  | Z  | Z  | P  | Z  | Z  | Z  | P  | Z  | Z  | Z  | P  | Z  | Z  | Z  | Z  | P  | Z  | Z  | 4.   |     |
| Stal Stalowa Wola         | Z                      | Z | P | P | P | P | P | P | Z | P  | Z  | P  | P  | P  | Z  | Z  | Z  | Z  | Z  | Z  | Z  | P  | Z  | Z  | Z  | P  | Z  | Z  | Z  | P  | 7.   |     |
| Zastal Zielona Góra       | Z                      | P | Z | Z | P | Z | P | P | P | P  | P  | Z  | Z  | Z  | Z  | P  | Z  | P  | Z  | Z  | Z  | Z  | Z  | Z  | P  | Z  | P  | Z  | Z  | Z  | 5.   |     |
| Znicz Zastal Pruszków     | Z                      | Z | P | P | P | P | Z | P | P | P  | P  | Z  | P  | Z  | P  | Z  | P  | Z  | P  | P  | Z  | P  | Z  | P  | Z  | Z  | P  | P  | Z  | Z  | 12.  |     |
| Żubry Białystok           | Z                      | P | Z | Z | P | Z | Z | Z | Z | P  | Z  | P  | Z  | P  | P  | Z  | P  | Z  | P  | P  | P  | Z  | P  | P  | P  | Z  | Z  | P  | Z  | Z  | 9.   |     |

### Statystyki po sezonie zasadniczym

#### Liderzy statystyk indywidualnych według średniej
| Kategoria                  | Zawodnik             | Klub                      | Wynik  |
| -------------------------- | -------------------- | ------------------------- | ------ |
| Punkty                     | Jakub Dłoniak        | Znicz Basket Pruszków     | 20,13  |
| Zbiórki                    | Piotr Miś            | Siarka Jezioro Tarnobrzeg | 3,10   |
| Asysty                     | Krzysztof Kalinowski | Miasto Szkła Krosno       | 5,90   |
| Przechwyty                 | Bartosz Krupa        | Siarka Jezioro Tarnobrzeg | 2,67   |
| Bloki                      | Tomasz Pisarczyk     | PTG Sokół Łańcut          | 2,43   |
| Straty                     | Grzegorz Małecki     | Resovia Rzeszów           | 3,83   |
| Faule                      | Tomasz Włodarczyk    | Resovia Rzeszów           | 3,86   |
| Czas gry                   | Tomasz Wojdyła       | KS Sudety Jelenia Góra    | 34:37  |
| Skuteczność z gry          | Krzysztof Mielczarek | GKS Tychy                 | 61,50% |
| Skuteczność rzutów wolnych | Łukasz Pacocha       | GKS Tychy                 | 89,20% |
| Skuteczność za 3           | Bartosz Krupa        | Siarka Jezioro Tarnobrzeg | 44,20% |
| Eval                       | Andrzej Misiewicz    | Żubry Białystok           | 20,00  |

#### Liderzy statystyk drużynowych według średniej
| Kategoria                    | Klub                      | Wynik  |
| ---------------------------- | ------------------------- | ------ |
| Punkty                       | Polonia 2011 Warszawa     | 83,70  |
| Zbiórki                      | Polonia 2011 Warszawa     | 37,33  |
| Asysty                       | Polonia 2011 Warszawa     | 16,00  |
| Przechwyty                   | Siarka Jezioro Tarnobrzeg | 11,87  |
| Bloki                        | Żubry Białystok           | 4,00   |
| Straty                       | Asseco Prokom 2 Gdynia    | 18,70  |
| Skuteczność z gry            | GKS Tychy                 | 49,80% |
| Skuteczność z rzutów wolnych | Znicz Basket Pruszków     | 72,60% |
| Skuteczność za 3             | Zastal Zielona Góra       | 38,60% |

## Faza play-out
| 21 marca 2009 16:00 | Raport | Znicz Basket Pruszków 74 – 72 Asseco Prokom 2 Gdynia | Znicz Basket Pruszków 74 – 72 Asseco Prokom 2 Gdynia | Znicz Basket Pruszków 74 – 72 Asseco Prokom 2 Gdynia          |  | Pruszków Sędziowie: Marek Bąba, Robert Zając, Adrian Szczotka |
| 21 marca 2009 16:00 | Raport | Rezultaty w kwartach: 20–21, 15–15, 18–15, 21–21     |                                                      |                                                               |  | Pruszków Sędziowie: Marek Bąba, Robert Zając, Adrian Szczotka |
| 21 marca 2009 16:00 | Raport | Pkt: Briegmann 21 Zb: Malewski 9 As: Ecka 6          |                                                      | Pkt: Kostrzewski 25 Zb: Wojdyr 7 As: czterech zawodników po 2 |  | Pruszków Sędziowie: Marek Bąba, Robert Zając, Adrian Szczotka |

| 22 marca 2009 18:00 | Raport | Znicz Basket Pruszków 83 – 58 Asseco Prokom 2 Gdynia           | Znicz Basket Pruszków 83 – 58 Asseco Prokom 2 Gdynia | Znicz Basket Pruszków 83 – 58 Asseco Prokom 2 Gdynia  |  | Pruszków Sędziowie: Jakub Kotulski, Damian Kuziora, Jan Kuniec |
| 22 marca 2009 18:00 | Raport | Rezultaty w kwartach: 28–16, 16–8, 24–20, 15–14                |                                                      |                                                       |  | Pruszków Sędziowie: Jakub Kotulski, Damian Kuziora, Jan Kuniec |
| 22 marca 2009 18:00 | Raport | Pkt: Malewski 19 Zb: Urbaniak 8 As: Matuszewski, Suliński po 4 |                                                      | Pkt: Sikora 15 Zb: Bach, Wojdyr po 7 As: Świętoński 4 |  | Pruszków Sędziowie: Jakub Kotulski, Damian Kuziora, Jan Kuniec |

| 28 marca 2009 15:45 | Raport | Asseco Prokom 2 Gdynia 78 – 76 Znicz Basket Pruszków | Asseco Prokom 2 Gdynia 78 – 76 Znicz Basket Pruszków | Asseco Prokom 2 Gdynia 78 – 76 Znicz Basket Pruszków |  | Gdynia Sędziowie: Dariusz Nejman, Łukasz Andrzejewski, Robert Bieńkowski |
| 28 marca 2009 15:45 | Raport | Rezultaty w kwartach: 20–21, 9–15, 23–18, 26–22      |                                                      |                                                      |  | Gdynia Sędziowie: Dariusz Nejman, Łukasz Andrzejewski, Robert Bieńkowski |
| 28 marca 2009 15:45 | Raport | Pkt: Kostrzewski 21 Zb: Hrycaniuk 7 As: Świętoński 7 |                                                      | Pkt: Dłoniak 32 Zb: Bajer 6 As: Ecka 3               |  | Gdynia Sędziowie: Dariusz Nejman, Łukasz Andrzejewski, Robert Bieńkowski |

| 29 marca 2009 15:45 | Raport | Asseco Prokom 2 Gdynia 82 – 71 Znicz Basket Pruszków           | Asseco Prokom 2 Gdynia 82 – 71 Znicz Basket Pruszków | Asseco Prokom 2 Gdynia 82 – 71 Znicz Basket Pruszków | OT | Gdynia Sędziowie: Marek Januszonek, Andrzej Walczak, Szymon Giza |
| 29 marca 2009 15:45 | Raport | Rezultaty w kwartach: 17–17, 11–16, 15–20, 24–14 OT: 15–4      |                                                      |                                                      | OT | Gdynia Sędziowie: Marek Januszonek, Andrzej Walczak, Szymon Giza |
| 29 marca 2009 15:45 | Raport | Pkt: Zamojski 24 Zb: Hrycaniuk, Zamojski po 8 As: Świętoński 4 |                                                      | Pkt: Briegmann 17 Zb: Malewski 7 As: Ecka 6          | OT | Gdynia Sędziowie: Marek Januszonek, Andrzej Walczak, Szymon Giza |

| 1 kwietnia 2009 19:00 | Raport | Znicz Basket Pruszków 71 – 69 Asseco Prokom 2 Gdynia                                                           | Znicz Basket Pruszków 71 – 69 Asseco Prokom 2 Gdynia | Znicz Basket Pruszków 71 – 69 Asseco Prokom 2 Gdynia           |  | Pruszków Sędziowie: Adam Krasuski, Sławomir Moszakowski, Robert Bieńkowski |
| 1 kwietnia 2009 19:00 | Raport | Rezultaty w kwartach: 20–19, 26–18, 7–21, 18–11                                                                |                                                      |                                                                |  | Pruszków Sędziowie: Adam Krasuski, Sławomir Moszakowski, Robert Bieńkowski |
| 1 kwietnia 2009 19:00 | Raport | Pkt: Dłoniak 15 Zb: Briegmann 10 As: Ecka 8                                                                    |                                                      | Pkt: Zamojski 26 Zb: Hrycaniuk, Zamojski po 8 As: Świętoński 3 |  | Pruszków Sędziowie: Adam Krasuski, Sławomir Moszakowski, Robert Bieńkowski |
| 1 kwietnia 2009 19:00 | Raport | Znicz Basket Pruszków wygrywa serię 3–2 i utrzymuje się w lidze, natomiast Asseco Prokom 2 Gdynia spada z ligi |                                                      |                                                                |  | Pruszków Sędziowie: Adam Krasuski, Sławomir Moszakowski, Robert Bieńkowski |

| 21 marca 2009 17:30 | Raport | AZS PWSZ Kalisz 57 – 63 KS AZS AWF Katowice     | AZS PWSZ Kalisz 57 – 63 KS AZS AWF Katowice | AZS PWSZ Kalisz 57 – 63 KS AZS AWF Katowice              |  | Kalisz Sędziowie: Tomasz Tomaszewski, Andrzej Karwowski, Miłosz Tracz |
| 21 marca 2009 17:30 | Raport | Rezultaty w kwartach: 15–11, 15–13, 19–22, 8–17 |                                             |                                                          |  | Kalisz Sędziowie: Tomasz Tomaszewski, Andrzej Karwowski, Miłosz Tracz |
| 21 marca 2009 17:30 | Raport | Pkt: Olejnik 19 Zb: Olejnik 14 As: Krajewski 5  |                                             | Pkt: Donigiewicz 24 Zb: Piotrkowski 12 As: Piotrkowski 3 |  | Kalisz Sędziowie: Tomasz Tomaszewski, Andrzej Karwowski, Miłosz Tracz |

| 22 marca 2009 16:30 | Raport | AZS PWSZ Kalisz 69 – 62 KS AZS AWF Katowice                                    | AZS PWSZ Kalisz 69 – 62 KS AZS AWF Katowice | AZS PWSZ Kalisz 69 – 62 KS AZS AWF Katowice        |  | Kalisz Sędziowie: Sławomir Moszakowski, Marcin Miszkiewicz, Jacek Rzeszotarski |
| 22 marca 2009 16:30 | Raport | Rezultaty w kwartach: 26–14, 15–17, 11–18, 17–13                               |                                             |                                                    |  | Kalisz Sędziowie: Sławomir Moszakowski, Marcin Miszkiewicz, Jacek Rzeszotarski |
| 22 marca 2009 16:30 | Raport | Pkt: Kalinowski, Krajewski po 18 Zb: Olejnik 12 As: Józefowicz, Krajewski po 4 |                                             | Pkt: Szybowicz 15 Zb: Grzywocz 6 As: Piotrkowski 3 |  | Kalisz Sędziowie: Sławomir Moszakowski, Marcin Miszkiewicz, Jacek Rzeszotarski |

| 28 marca 2009 18:00 | Raport | KS AZS AWF Katowice 66 – 58 AZS PWSZ Kalisz        | KS AZS AWF Katowice 66 – 58 AZS PWSZ Kalisz | KS AZS AWF Katowice 66 – 58 AZS PWSZ Kalisz   |  | Katowice Sędziowie: Marek Żmuda, Adrian Szczotka, Jan Kuniec |
| 28 marca 2009 18:00 | Raport | Rezultaty w kwartach: 22–16, 12–14, 15–16, 17–12   |                                             |                                               |  | Katowice Sędziowie: Marek Żmuda, Adrian Szczotka, Jan Kuniec |
| 28 marca 2009 18:00 | Raport | Pkt: Donigiewicz 18 Zb: Piotrkowski 10 As: Hałas 4 |                                             | Pkt: Olejnik 18 Zb: Olejnik 7 As: Buczyniak 5 |  | Katowice Sędziowie: Marek Żmuda, Adrian Szczotka, Jan Kuniec |

| 29 marca 2009 18:00 | Raport | KS AZS AWF Katowice 70 – 68 AZS PWSZ Kalisz                                                           | KS AZS AWF Katowice 70 – 68 AZS PWSZ Kalisz | KS AZS AWF Katowice 70 – 68 AZS PWSZ Kalisz                | OT | Katowice Sędziowie: Robert Zając, Adam Wierzman, Grzegorz Łata |
| 29 marca 2009 18:00 | Raport | Rezultaty w kwartach: 12–18, 21–13, 16–16, 10–12 OT: 11–9                                             |                                             |                                                            | OT | Katowice Sędziowie: Robert Zając, Adam Wierzman, Grzegorz Łata |
| 29 marca 2009 18:00 | Raport | Pkt: Donigiewicz 26 Zb: Donigiewicz 16 As: Mrówczyński 7                                              |                                             | Pkt: Malona 18 Zb: Malona, Morkowski po 6 As: Kalinowski 8 | OT | Katowice Sędziowie: Robert Zając, Adam Wierzman, Grzegorz Łata |
| 29 marca 2009 18:00 | Raport | KS AZS AWF Katowice wygrywa serię 3–1 i utrzymuje się w lidze, natomiast AZS PWSZ Kalisz spada z ligi |                                             |                                                            | OT | Katowice Sędziowie: Robert Zając, Adam Wierzman, Grzegorz Łata |

| 21 marca 2009 18:00 | Raport | KS Sudety Jelenia Góra 80 – 71 Resovia Rzeszów   | KS Sudety Jelenia Góra 80 – 71 Resovia Rzeszów | KS Sudety Jelenia Góra 80 – 71 Resovia Rzeszów    |  | Jelenia Góra Sędziowie: Marek Januszonek, Wojciech Liszka, Łukasz Andrzejewski |
| 21 marca 2009 18:00 | Raport | Rezultaty w kwartach: 20–22, 14–11, 22–12, 24–26 |                                                |                                                   |  | Jelenia Góra Sędziowie: Marek Januszonek, Wojciech Liszka, Łukasz Andrzejewski |
| 21 marca 2009 18:00 | Raport | Pkt: Matczak 19 Zb: Wojdyła 11 As: Grygiel 4     |                                                | Pkt: Balcerzak 25 Zb: Balcerzak 5 As: Balcerzak 2 |  | Jelenia Góra Sędziowie: Marek Januszonek, Wojciech Liszka, Łukasz Andrzejewski |

| 22 marca 2009 18:00 | Raport | KS Sudety Jelenia Góra 64 – 55 Resovia Rzeszów              | KS Sudety Jelenia Góra 64 – 55 Resovia Rzeszów | KS Sudety Jelenia Góra 64 – 55 Resovia Rzeszów |  | Jelenia Góra Sędziowie: Marek Bąba, Szymon Giza, Rafał Szwej |
| 22 marca 2009 18:00 | Raport | Rezultaty w kwartach: 24–12, 21–17, 4–12, 15–14             |                                                |                                                |  | Jelenia Góra Sędziowie: Marek Bąba, Szymon Giza, Rafał Szwej |
| 22 marca 2009 18:00 | Raport | Pkt: Wojdyła 21 Zb: Wojdyła 15 As: czterech zawodników po 3 |                                                | Pkt: Małecki 21 Zb: Rynkiewicz 6 As: Biela 3   |  | Jelenia Góra Sędziowie: Marek Bąba, Szymon Giza, Rafał Szwej |

| 28 marca 2009 18:00 | Raport | Resovia Rzeszów 79 – 80 KS Sudety Jelenia Góra                                                           | Resovia Rzeszów 79 – 80 KS Sudety Jelenia Góra | Resovia Rzeszów 79 – 80 KS Sudety Jelenia Góra |  | Rzeszów Sędziowie: Karol Nowak, Jacek Rzeszotarski, Grzegorz Łata |
| 28 marca 2009 18:00 | Raport | Rezultaty w kwartach: 16–24, 14–22, 22–20, 27–14                                                         |                                                |                                                |  | Rzeszów Sędziowie: Karol Nowak, Jacek Rzeszotarski, Grzegorz Łata |
| 28 marca 2009 18:00 | Raport | Pkt: Biela 18 Zb: Małecki 8 As: Małecki 8                                                                |                                                | Pkt: Nieboski 23 Zb: Wojdyła 14 As: Matczak 6  |  | Rzeszów Sędziowie: Karol Nowak, Jacek Rzeszotarski, Grzegorz Łata |
| 28 marca 2009 18:00 | Raport | KS Sudety Jelenia Góra wygrywa serię 3–0 i utrzymuje się w lidze, natomiast Resovia Rzeszów spada z ligi |                                                |                                                |  | Rzeszów Sędziowie: Karol Nowak, Jacek Rzeszotarski, Grzegorz Łata |

## Faza play-off
|  |             |                           |             |                     |         |          |                       |          |  |  |       |       |       |
|  | Ćwierćfinał | Ćwierćfinał               | Ćwierćfinał |                     |         | Półfinał | Półfinał              | Półfinał |  |  | Finał | Finał | Finał |
|  | Ćwierćfinał | Ćwierćfinał               | Ćwierćfinał |                     |         | Półfinał | Półfinał              | Półfinał |  |  | Finał | Finał | Finał |
|  |             |                           |             |                     |         |          |                       |          |  |  |       |       |       |
|  |             |                           |             |                     |         |          |                       |          |  |  |       |       |       |
|  | 1           | Polonia 2011 Warszawa     | 3           |                     |         |          |                       |          |  |  |       |       |       |
|  | 1           | Polonia 2011 Warszawa     | 3           |                     |         |          |                       |          |  |  |       |       |       |
|  | 8           | Żubry Białystok           | 0           |                     |         |          |                       |          |  |  |       |       |       |
|  | 8           | Żubry Białystok           | 0           |                     |         | 1        | Polonia 2011 Warszawa | 3        |  |  |       |       |       |
|  |             |                           |             |                     |         | 1        | Polonia 2011 Warszawa | 3        |  |  |       |       |       |
|  |             |                           | 5           | Zastal Zielona Góra | 1       |          |                       |          |  |  |       |       |       |
|  | 4           | Siarka Jezioro Tarnobrzeg | 5           | Zastal Zielona Góra | 1       | 1        |                       |          |  |  |       |       |       |
|  | 4           | Siarka Jezioro Tarnobrzeg |             |                     |         |          |                       |          |  |  |       |       |       |
|  | 5           | Zastal Zielona Góra       | 3           |                     |         |          |                       |          |  |  |       |       |       |
|  | 5           | Zastal Zielona Góra       | 3           |                     |         | 1        | Polonia 2011 Warszawa | 1 (172)  |  |  |       |       |       |
|  |             |                           |             |                     |         |          |                       |          |  |  |       |       |       |
|  |             |                           | 7           | Stal Stalowa Wola   | 1 (167) |          |                       |          |  |  |       |       |       |
|  | 2           | Miasto Szkła Krosno       | 7           | Stal Stalowa Wola   | 1 (167) | 2        |                       |          |  |  |       |       |       |
|  | 2           | Miasto Szkła Krosno       |             |                     |         |          |                       |          |  |  |       |       |       |
|  | 7           | Stal Stalowa Wola         | 3           |                     |         |          |                       |          |  |  |       |       |       |
|  | 7           | Stal Stalowa Wola         | 3           |                     |         | 3        | GKS Tychy             | 2        |  |  |       |       |       |
|  |             |                           |             |                     |         | 3        | GKS Tychy             | 2        |  |  |       |       |       |
|  |             |                           | 7           | Stal Stalowa Wola   | 3       |          |                       |          |  |  |       |       |       |
|  | 3           | GKS Tychy                 | 7           | Stal Stalowa Wola   | 3       | 3        |                       |          |  |  |       |       |       |
|  | 3           | GKS Tychy                 |             |                     |         |          |                       |          |  |  |       |       |       |
|  | 6           | ŁKS Łódź                  | 2           |                     |         |          |                       |          |  |  |       |       |       |
|  | 6           | ŁKS Łódź                  | 2           |                     |         |          |                       |          |  |  |       |       |       |

### Ćwierćfinały
| 21 marca 2009 15:00 | Raport | Polonia 2011 Warszawa 70 – 61 Żubry Białystok    | Polonia 2011 Warszawa 70 – 61 Żubry Białystok | Polonia 2011 Warszawa 70 – 61 Żubry Białystok                 |  | Warszawa Sędziowie: Cezary Nowicki, Andrzej Bartocha, Damian Kuziora |
| 21 marca 2009 15:00 | Raport | Rezultaty w kwartach: 23–19, 14–14, 17–12, 16–16 |                                               |                                                               |  | Warszawa Sędziowie: Cezary Nowicki, Andrzej Bartocha, Damian Kuziora |
| 21 marca 2009 15:00 | Raport | Pkt: Śnieg 17 Zb: Bartosz 16 As: Berisha 6       |                                               | Pkt: Misiewicz 13 Zb: Misiewicz 10 As: Misiewicz, Kujawa po 2 |  | Warszawa Sędziowie: Cezary Nowicki, Andrzej Bartocha, Damian Kuziora |

| 22 marca 2009 15:00 | Raport | Polonia 2011 Warszawa 91 – 88 Żubry Białystok    | Polonia 2011 Warszawa 91 – 88 Żubry Białystok | Polonia 2011 Warszawa 91 – 88 Żubry Białystok |  | Warszawa Sędziowie: Damian Ottenburger, Piotr Kustosz, Marek Czernek |
| 22 marca 2009 15:00 | Raport | Rezultaty w kwartach: 27–23, 15–28, 30–23, 19–14 |                                               |                                               |  | Warszawa Sędziowie: Damian Ottenburger, Piotr Kustosz, Marek Czernek |
| 22 marca 2009 15:00 | Raport | Pkt: Karwowski 30 Zb: Bartosz 11 As: Berisha 6   |                                               | Pkt: Misiewicz 27 Zb: Misiewicz 7 As: Bet 5   |  | Warszawa Sędziowie: Damian Ottenburger, Piotr Kustosz, Marek Czernek |

| 28 marca 2009 18:00 | Raport | Żubry Białystok 91 – 98 Polonia 2011 Warszawa       | Żubry Białystok 91 – 98 Polonia 2011 Warszawa | Żubry Białystok 91 – 98 Polonia 2011 Warszawa |  | Białystok Sędziowie: Jakub Kotulski, Andrzej Karwowski, Krzysztof Tuński |
| 28 marca 2009 18:00 | Raport | Rezultaty w kwartach: 16–20, 13–27, 30–24, 32–27    |                                               |                                               |  | Białystok Sędziowie: Jakub Kotulski, Andrzej Karwowski, Krzysztof Tuński |
| 28 marca 2009 18:00 | Raport | Pkt: Konare 17 Zb: Konare, Misiewicz po 6 As: Bet 6 |                                               | Pkt: Berisha 20 Zb: Bartosz 14 As: Śnieg 6    |  | Białystok Sędziowie: Jakub Kotulski, Andrzej Karwowski, Krzysztof Tuński |
| 28 marca 2009 18:00 | Raport | Polonia 2011 Warszawa wygrywa serię 3–0             |                                               |                                               |  | Białystok Sędziowie: Jakub Kotulski, Andrzej Karwowski, Krzysztof Tuński |

| 21 marca 2009 18:00 | Raport | GKS Tychy 81 – 91 ŁKS Łódź                               | GKS Tychy 81 – 91 ŁKS Łódź | GKS Tychy 81 – 91 ŁKS Łódź               |  | Tychy Sędziowie: Marek Żmuda, Karol Nowak, Szymon Giza |
| 21 marca 2009 18:00 | Raport | Rezultaty w kwartach: 19–21, 25–24, 21–29, 16–17         |                            |                                          |  | Tychy Sędziowie: Marek Żmuda, Karol Nowak, Szymon Giza |
| 21 marca 2009 18:00 | Raport | Pkt: Pacocha 32 Zb: Kulig, Mielczarek po 7 As: Pacocha 5 |                            | Pkt: Trepka 16 Zb: Dłuski 9 As: Trepka 7 |  | Tychy Sędziowie: Marek Żmuda, Karol Nowak, Szymon Giza |

| 22 marca 2009 18:00 | Raport | GKS Tychy 80 – 71 ŁKS Łódź                            | GKS Tychy 80 – 71 ŁKS Łódź | GKS Tychy 80 – 71 ŁKS Łódź              |  | Tychy Sędziowie: Wojciech Liszka, Dariusz Nejman, Łukasz Andrzejewski |
| 22 marca 2009 18:00 | Raport | Rezultaty w kwartach: 17–15, 18–18, 21–18, 24–20      |                            |                                         |  | Tychy Sędziowie: Wojciech Liszka, Dariusz Nejman, Łukasz Andrzejewski |
| 22 marca 2009 18:00 | Raport | Pkt: Kulig, Pacocha po 20 Zb: Pacocha 8 As: Pacocha 8 |                            | Pkt: Saran 18 Zb: Dłuski 8 As: Dłuski 4 |  | Tychy Sędziowie: Wojciech Liszka, Dariusz Nejman, Łukasz Andrzejewski |

| 28 marca 2009 16:00 | Raport | ŁKS Łódź 65 – 64 GKS Tychy                       | ŁKS Łódź 65 – 64 GKS Tychy | ŁKS Łódź 65 – 64 GKS Tychy                    |  | Łódź Sędziowie: Marek Januszonek, Jacek Litawa, Damian Kuziora |
| 28 marca 2009 16:00 | Raport | Rezultaty w kwartach: 15–26, 15–10, 17–17, 18–11 |                            |                                               |  | Łódź Sędziowie: Marek Januszonek, Jacek Litawa, Damian Kuziora |
| 28 marca 2009 16:00 | Raport | Pkt: Dłuski 18 Zb: Dłuski 10 As: Trepka 4        |                            | Pkt: Mielczarek 15 Zb: Kulig 14 As: Zmarlak 4 |  | Łódź Sędziowie: Marek Januszonek, Jacek Litawa, Damian Kuziora |

| 29 marca 2009 16:00 | Raport | ŁKS Łódź 80 – 88 GKS Tychy                       | ŁKS Łódź 80 – 88 GKS Tychy | ŁKS Łódź 80 – 88 GKS Tychy                  |  | Łódź Sędziowie: Tomasz Tomaszewski, Damian Ottenburger, Marek Czernek |
| 29 marca 2009 16:00 | Raport | Rezultaty w kwartach: 19–25, 19–20, 14–24, 28–19 |                            |                                             |  | Łódź Sędziowie: Tomasz Tomaszewski, Damian Ottenburger, Marek Czernek |
| 29 marca 2009 16:00 | Raport | Pkt: Morawiec 18 Zb: Dłuski 10 As: Trepka 5      |                            | Pkt: Kulig 27 Zb: Mielczarek 7 As: Radwan 5 |  | Łódź Sędziowie: Tomasz Tomaszewski, Damian Ottenburger, Marek Czernek |

| 1 kwietnia 2009 19:00 | Raport | GKS Tychy 89 – 85 ŁKS Łódź                              | GKS Tychy 89 – 85 ŁKS Łódź | GKS Tychy 89 – 85 ŁKS Łódź                   |  | Tychy Sędziowie: Marek Bąba, Wojciech Liszka, Damian Kuziora |
| 1 kwietnia 2009 19:00 | Raport | Rezultaty w kwartach: 14–32, 26–14, 21–19, 28–20        |                            |                                              |  | Tychy Sędziowie: Marek Bąba, Wojciech Liszka, Damian Kuziora |
| 1 kwietnia 2009 19:00 | Raport | Pkt: Kulig 33 Zb: Bzdyra 10 As: Pacocha, Pustelnik po 5 |                            | Pkt: Mordzak 21 Zb: Dłuski 14 As: Nogalski 5 |  | Tychy Sędziowie: Marek Bąba, Wojciech Liszka, Damian Kuziora |
| 1 kwietnia 2009 19:00 | Raport | GKS Tychy wygrywa serię 3–2                             |                            |                                              |  | Tychy Sędziowie: Marek Bąba, Wojciech Liszka, Damian Kuziora |

| 21 marca 2009 18:00 | Raport | Miasto Szkła Krosno 65 – 77 Stal Stalowa Wola            | Miasto Szkła Krosno 65 – 77 Stal Stalowa Wola | Miasto Szkła Krosno 65 – 77 Stal Stalowa Wola                 | OT | Krosno Sędziowie: Adam Krasucki, Jacek Litawa, Marek Czernek |
| 21 marca 2009 18:00 | Raport | Rezultaty w kwartach: 19–18, 13–26, 20–15, 13–16 OT: 0–2 |                                               |                                                               | OT | Krosno Sędziowie: Adam Krasucki, Jacek Litawa, Marek Czernek |
| 21 marca 2009 18:00 | Raport | Pkt: Pluta 20 Zb: Sołtysiak 7 As: Salamonik 6            |                                               | Pkt: Andrzejewski 17 Zb: trzech zawodników po 6 As: Partyka 4 | OT | Krosno Sędziowie: Adam Krasucki, Jacek Litawa, Marek Czernek |

| 22 marca 2009 18:00 | Raport | Miasto Szkła Krosno 74 – 73 Stal Stalowa Wola     | Miasto Szkła Krosno 74 – 73 Stal Stalowa Wola | Miasto Szkła Krosno 74 – 73 Stal Stalowa Wola       |  | Krosno Sędziowie: Marek Żmuda, Andrzej Bartocha, Krzysztof Tuński |
| 22 marca 2009 18:00 | Raport | Rezultaty w kwartach: 18–15, 18–18, 21–16, 17–24  |                                               |                                                     |  | Krosno Sędziowie: Marek Żmuda, Andrzej Bartocha, Krzysztof Tuński |
| 22 marca 2009 18:00 | Raport | Pkt: Salamonik 19 Zb: Sołtysiak 7 As: Salamonik 5 |                                               | Pkt: Piechowicz 17 Zb: Andrzejewski 6 As: Szpyrka 5 |  | Krosno Sędziowie: Marek Żmuda, Andrzej Bartocha, Krzysztof Tuński |

| 27 marca 2009 18:00 | Raport | Stal Stalowa Wola 68 – 61 Miasto Szkła Krosno              | Stal Stalowa Wola 68 – 61 Miasto Szkła Krosno | Stal Stalowa Wola 68 – 61 Miasto Szkła Krosno                 |  | Stalowa Wola Sędziowie: Andrzej Walczak, Andrzej Karwowski, Jacek Chrząszcz |
| 27 marca 2009 18:00 | Raport | Rezultaty w kwartach: 25–10, 15–10, 18–15, 10–26           |                                               |                                                               |  | Stalowa Wola Sędziowie: Andrzej Walczak, Andrzej Karwowski, Jacek Chrząszcz |
| 27 marca 2009 18:00 | Raport | Pkt: Wołoszyn 16 Zb: Lisewski 11 As: Partyka, Szpyrka po 4 |                                               | Pkt: Oczkowicz 13 Zb: Hajnsz, Salamonik po 5 As: Musijowski 3 |  | Stalowa Wola Sędziowie: Andrzej Walczak, Andrzej Karwowski, Jacek Chrząszcz |

| 28 marca 2009 16:00 | Raport | Stal Stalowa Wola 60 – 64 Miasto Szkła Krosno      | Stal Stalowa Wola 60 – 64 Miasto Szkła Krosno | Stal Stalowa Wola 60 – 64 Miasto Szkła Krosno                |  | Stalowa Wola Sędziowie: Tomasz Tomaszewski, Damian Ottenburger, Piotr Kustosz |
| 28 marca 2009 16:00 | Raport | Rezultaty w kwartach: 10–17, 21–10, 18–17, 11–20   |                                               |                                                              |  | Stalowa Wola Sędziowie: Tomasz Tomaszewski, Damian Ottenburger, Piotr Kustosz |
| 28 marca 2009 16:00 | Raport | Pkt: Partyka 18 Zb: Andrzejewski 10 As: Lisewski 3 |                                               | Pkt: Oczkowicz, Malczyk po 15 Zb: Malczyk 6 As: Musijowski 4 |  | Stalowa Wola Sędziowie: Tomasz Tomaszewski, Damian Ottenburger, Piotr Kustosz |

| 1 kwietnia 2009 18:00 | Raport | Miasto Szkła Krosno 65 – 72 Stal Stalowa Wola    | Miasto Szkła Krosno 65 – 72 Stal Stalowa Wola | Miasto Szkła Krosno 65 – 72 Stal Stalowa Wola                  |  | Krosno Sędziowie: Marek Żmuda, Jacek Litawa, Krzysztof Tuński |
| 1 kwietnia 2009 18:00 | Raport | Rezultaty w kwartach: 15–19, 23–20, 16–18, 11–15 |                                               |                                                                |  | Krosno Sędziowie: Marek Żmuda, Jacek Litawa, Krzysztof Tuński |
| 1 kwietnia 2009 18:00 | Raport | Pkt: Pluta 16 Zb: Malczyk 7 As: Salamonik 5      |                                               | Pkt: Klima 18 Zb: Andrzejewski, Klima po 10 As: Andrzejewski 5 |  | Krosno Sędziowie: Marek Żmuda, Jacek Litawa, Krzysztof Tuński |
| 1 kwietnia 2009 18:00 | Raport | Stal Stalowa Wola wygrywa serię 3–2              |                                               |                                                                |  | Krosno Sędziowie: Marek Żmuda, Jacek Litawa, Krzysztof Tuński |

| 21 marca 2009 18:00 | Raport | Siarka Jezioro Tarnobrzeg 70 – 82 Zastal Zielona Góra | Siarka Jezioro Tarnobrzeg 70 – 82 Zastal Zielona Góra | Siarka Jezioro Tarnobrzeg 70 – 82 Zastal Zielona Góra  |  | Tarnobrzeg Sędziowie: Andrzej Walczak, Dariusz Nejman, Krzysztof Tuński |
| 21 marca 2009 18:00 | Raport | Rezultaty w kwartach: 15–19, 16–26, 23–20, 16–17      |                                                       |                                                        |  | Tarnobrzeg Sędziowie: Andrzej Walczak, Dariusz Nejman, Krzysztof Tuński |
| 21 marca 2009 18:00 | Raport | Pkt: Marciniak 24 Zb: Marciniak 6 As: Baran 4         |                                                       | Pkt: Wiśniewski 31 Zb: Chodkiewicz 10 As: Ł. Wilczek 4 |  | Tarnobrzeg Sędziowie: Andrzej Walczak, Dariusz Nejman, Krzysztof Tuński |

| 22 marca 2009 17:00 | Raport | Siarka Jezioro Tarnobrzeg 65 – 66 Zastal Zielona Góra | Siarka Jezioro Tarnobrzeg 65 – 66 Zastal Zielona Góra | Siarka Jezioro Tarnobrzeg 65 – 66 Zastal Zielona Góra                 |  | Tarnobrzeg Sędziowie: Adam Krasucki, Karol Nowak, Jacek Chrząszcz |
| 22 marca 2009 17:00 | Raport | Rezultaty w kwartach: 23–16, 16–19, 12–12, 14–19      |                                                       |                                                                       |  | Tarnobrzeg Sędziowie: Adam Krasucki, Karol Nowak, Jacek Chrząszcz |
| 22 marca 2009 17:00 | Raport | Pkt: Baran 20 Zb: Miś 14 As: Baran 7                  |                                                       | Pkt: Kalinowski 15 Zb: Chodkiewicz 9 As: Chodkiewicz, Wiśniewski po 3 |  | Tarnobrzeg Sędziowie: Adam Krasucki, Karol Nowak, Jacek Chrząszcz |

| 28 marca 2009 18:00 | Raport | Zastal Zielona Góra 66 – 52 Siarka Jezioro Tarnobrzeg   | Zastal Zielona Góra 66 – 52 Siarka Jezioro Tarnobrzeg | Zastal Zielona Góra 66 – 52 Siarka Jezioro Tarnobrzeg      |  | Zielona Góra Sędziowie: Marek Bąba, Wojciech Liszka, Szymon Giza |
| 28 marca 2009 18:00 | Raport | Rezultaty w kwartach: 11–17, 17–23, 16–10, 22–2         |                                                       |                                                            |  | Zielona Góra Sędziowie: Marek Bąba, Wojciech Liszka, Szymon Giza |
| 28 marca 2009 18:00 | Raport | Pkt: Chodkiewicz 14 Zb: Chodkiewicz 15 As: Ł. Wilczek 7 |                                                       | Pkt: Baran 14 Zb: Wójcik, Zych po 8 As: Baran, Bielak po 2 |  | Zielona Góra Sędziowie: Marek Bąba, Wojciech Liszka, Szymon Giza |
| 28 marca 2009 18:00 | Raport | Zastal Zielona Góra wygrywa serię 3–0                   |                                                       |                                                            |  | Zielona Góra Sędziowie: Marek Bąba, Wojciech Liszka, Szymon Giza |

### Półfinały
| 18 kwietnia 2009 15:00 | Raport | Polonia 2011 Warszawa 79 – 54 Zastal Zielona Góra | Polonia 2011 Warszawa 79 – 54 Zastal Zielona Góra | Polonia 2011 Warszawa 79 – 54 Zastal Zielona Góra     |  | Warszawa Sędziowie: Jakub Kotulski, Damian Ottenburger, Dariusz Nejman |
| 18 kwietnia 2009 15:00 | Raport | Rezultaty w kwartach: 14–15, 18–8, 20–20, 27–11   |                                                   |                                                       |  | Warszawa Sędziowie: Jakub Kotulski, Damian Ottenburger, Dariusz Nejman |
| 18 kwietnia 2009 15:00 | Raport | Pkt: Berisha 16 Zb: Karwowski 9 As: Karwowski 3   |                                                   | Pkt: Chodkiewicz 11 Zb: Wiśniewski 7 As: Ł. Wilczek 4 |  | Warszawa Sędziowie: Jakub Kotulski, Damian Ottenburger, Dariusz Nejman |

| 19 kwietnia 2009 15:00 | Raport | Polonia 2011 Warszawa 85 – 89 Zastal Zielona Góra          | Polonia 2011 Warszawa 85 – 89 Zastal Zielona Góra | Polonia 2011 Warszawa 85 – 89 Zastal Zielona Góra                                    | OT | Warszawa Sędziowie: Adam Krasuski, Wojciech Liszka, Krzysztof Tuński |
| 19 kwietnia 2009 15:00 | Raport | Rezultaty w kwartach: 27–20, 19–16, 14–26, 13–11 OT: 12–16 |                                                   |                                                                                      | OT | Warszawa Sędziowie: Adam Krasuski, Wojciech Liszka, Krzysztof Tuński |
| 19 kwietnia 2009 15:00 | Raport | Pkt: Karwowski 25 Zb: Karwowski 12 As: Berisha 6           |                                                   | Pkt: Kalinowski 25 Zb: Chodkiewicz, M. Wilczek po 10 As: Kalinowski, Ł. Wilczek po 5 | OT | Warszawa Sędziowie: Adam Krasuski, Wojciech Liszka, Krzysztof Tuński |

| 25 kwietnia 2009 18:00 | Raport | Zastal Zielona Góra 69 – 86 Polonia 2011 Warszawa     | Zastal Zielona Góra 69 – 86 Polonia 2011 Warszawa | Zastal Zielona Góra 69 – 86 Polonia 2011 Warszawa |  | Zielona Góra Sędziowie: Andrzej Walczak, Sławomir Moszakowski, Łukasz Andrzejewski |
| 25 kwietnia 2009 18:00 | Raport | Rezultaty w kwartach: 15–18, 24–28, 13–11, 17–29      |                                                   |                                                   |  | Zielona Góra Sędziowie: Andrzej Walczak, Sławomir Moszakowski, Łukasz Andrzejewski |
| 25 kwietnia 2009 18:00 | Raport | Pkt: Wiśniewski 19 Zb: Chodkiewicz 8 As: Ł. Wilczek 9 |                                                   | Pkt: Karwowski 17 Zb: Pamuła 6 As: Berisha 5      |  | Zielona Góra Sędziowie: Andrzej Walczak, Sławomir Moszakowski, Łukasz Andrzejewski |

| 26 kwietnia 2009 17:00 | Raport | Zastal Zielona Góra 66 – 70 Polonia 2011 Warszawa                                        | Zastal Zielona Góra 66 – 70 Polonia 2011 Warszawa | Zastal Zielona Góra 66 – 70 Polonia 2011 Warszawa |  | Zielona Góra Sędziowie: Marek Januszonek, Robert Zając, Dariusz Nejman |
| 26 kwietnia 2009 17:00 | Raport | Rezultaty w kwartach: 11–11, 18–22, 22–21, 15–16                                         |                                                   |                                                   |  | Zielona Góra Sędziowie: Marek Januszonek, Robert Zając, Dariusz Nejman |
| 26 kwietnia 2009 17:00 | Raport | Pkt: Wiekiera 18 Zb: Chodkiewicz 10 As: Chodkiewicz 10                                   |                                                   | Pkt: Karwowski 14 Zb: Bartosz 8 As: Berisha 3     |  | Zielona Góra Sędziowie: Marek Januszonek, Robert Zając, Dariusz Nejman |
| 26 kwietnia 2009 17:00 | Raport | Polonia 2011 Warszawa wygrywa serię 3–1 i awansuje do Polskiej Ligi Koszykówki 2009/2010 |                                                   |                                                   |  | Zielona Góra Sędziowie: Marek Januszonek, Robert Zając, Dariusz Nejman |

| 18 kwietnia 2009 19:00 | Raport | GKS Tychy 67 – 69 Stal Stalowa Wola               | GKS Tychy 67 – 69 Stal Stalowa Wola | GKS Tychy 67 – 69 Stal Stalowa Wola                     |  | Tychy Sędziowie: Marek Januszonek, Sławomir Moszakowski, Jacek Litawa |
| 18 kwietnia 2009 19:00 | Raport | Rezultaty w kwartach: 22–16, 12–20, 19–17, 14–16  |                                     |                                                         |  | Tychy Sędziowie: Marek Januszonek, Sławomir Moszakowski, Jacek Litawa |
| 18 kwietnia 2009 19:00 | Raport | Pkt: Pacocha 29 Zb: Mielczarek 8 As: Mielczarek 4 |                                     | Pkt: Piechowicz 15 Zb: Andrzejewski 10 As: Piechowicz 4 |  | Tychy Sędziowie: Marek Januszonek, Sławomir Moszakowski, Jacek Litawa |

| 19 kwietnia 2009 19:00 | Raport | GKS Tychy 92 – 82 Stal Stalowa Wola              | GKS Tychy 92 – 82 Stal Stalowa Wola | GKS Tychy 92 – 82 Stal Stalowa Wola                          |  | Tychy Sędziowie: Marek Bąba, Marek Żmuda, Robert Zając |
| 19 kwietnia 2009 19:00 | Raport | Rezultaty w kwartach: 28–10, 20–26, 21–23, 23–23 |                                     |                                                              |  | Tychy Sędziowie: Marek Bąba, Marek Żmuda, Robert Zając |
| 19 kwietnia 2009 19:00 | Raport | Pkt: Mielczarek 23 Zb: Bzdyra 7 As: Pustelnik 7  |                                     | Pkt: Partyka 19 Zb: Piechowicz 11 As: Partyka, Wołoszyn po 2 |  | Tychy Sędziowie: Marek Bąba, Marek Żmuda, Robert Zając |

| 25 kwietnia 2009 20:00 | Raport | Stal Stalowa Wola 67 – 69 GKS Tychy              | Stal Stalowa Wola 67 – 69 GKS Tychy | Stal Stalowa Wola 67 – 69 GKS Tychy     |  | Stalowa Wola Sędziowie: Tomasz Tomaszewski, Karol Nowak, Damian Ottenburger |
| 25 kwietnia 2009 20:00 | Raport | Rezultaty w kwartach: 25–19, 15–18, 18–13, 9–19  |                                     |                                         |  | Stalowa Wola Sędziowie: Tomasz Tomaszewski, Karol Nowak, Damian Ottenburger |
| 25 kwietnia 2009 20:00 | Raport | Pkt: Partyka 23 Zb: Andrzejewski 8 As: Partyka 4 |                                     | Pkt: Pacocha 27 Zb: Kulig 7 As: Kulig 3 |  | Stalowa Wola Sędziowie: Tomasz Tomaszewski, Karol Nowak, Damian Ottenburger |

| 26 kwietnia 2009 18:30 | Raport | Stal Stalowa Wola 50 – 44 GKS Tychy                              | Stal Stalowa Wola 50 – 44 GKS Tychy | Stal Stalowa Wola 50 – 44 GKS Tychy                         |  | Stalowa Wola Sędziowie: Wojciech Liszka, Krzysztof Tuński, Andrzej Karwowski |
| 26 kwietnia 2009 18:30 | Raport | Rezultaty w kwartach: 17–7, 14–12, 7–14, 12–11                   |                                     |                                                             |  | Stalowa Wola Sędziowie: Wojciech Liszka, Krzysztof Tuński, Andrzej Karwowski |
| 26 kwietnia 2009 18:30 | Raport | Pkt: Szczepaniak 13 Zb: Piechowicz 10 As: trzech zawodników po 1 |                                     | Pkt: Pacocha 14 Zb: Mielczarek 9 As: Bzdyra, Pustelnik po 2 |  | Stalowa Wola Sędziowie: Wojciech Liszka, Krzysztof Tuński, Andrzej Karwowski |

| 29 kwietnia 2009 19:00 | Raport | GKS Tychy 63 – 85 Stal Stalowa Wola                                                  | GKS Tychy 63 – 85 Stal Stalowa Wola | GKS Tychy 63 – 85 Stal Stalowa Wola                 |  | Tychy Sędziowie: Tomasz Tomaszewski, Jacek Litawa, Robert Zając |
| 29 kwietnia 2009 19:00 | Raport | Rezultaty w kwartach: 13–22, 9–18, 24–16, 17–29                                      |                                     |                                                     |  | Tychy Sędziowie: Tomasz Tomaszewski, Jacek Litawa, Robert Zając |
| 29 kwietnia 2009 19:00 | Raport | Pkt: Kulig 16 Zb: Kulig 8 As: Bzdyra 2                                               |                                     | Pkt: Piechowicz 17 Zb: Andrzejewski 7 As: Partyka 3 |  | Tychy Sędziowie: Tomasz Tomaszewski, Jacek Litawa, Robert Zając |
| 29 kwietnia 2009 19:00 | Raport | Stal Stalowa Wola wygrywa serię 3–2 i awansuje do Polskiej Ligi Koszykówki 2009/2010 |                                     |                                                     |  | Tychy Sędziowie: Tomasz Tomaszewski, Jacek Litawa, Robert Zając |

### Finał
| 9 maja 2009 18:00 | Raport | Stal Stalowa Wola 94 – 94 Polonia 2011 Warszawa       | Stal Stalowa Wola 94 – 94 Polonia 2011 Warszawa | Stal Stalowa Wola 94 – 94 Polonia 2011 Warszawa               |  | Stalowa Wola Sędziowie: Adam Krasuski, Krzysztof Tuński, Karol Nowak |
| 9 maja 2009 18:00 | Raport | Rezultaty w kwartach: 24–17, 23–28, 20–24, 27–25      |                                                 |                                                               |  | Stalowa Wola Sędziowie: Adam Krasuski, Krzysztof Tuński, Karol Nowak |
| 9 maja 2009 18:00 | Raport | Pkt: Wołoszyn 22 Zb: Klima 11 As: Klima, Szpyrka po 4 |                                                 | Pkt: Kolowca, Pełka po 12 Zb: Kolowca 8 As: Pełka, Śnieg po 5 |  | Stalowa Wola Sędziowie: Adam Krasuski, Krzysztof Tuński, Karol Nowak |

| 19 maja 2009 18:00 | Raport | Polonia 2011 Warszawa 78 – 73 Stal Stalowa Wola                 | Polonia 2011 Warszawa 78 – 73 Stal Stalowa Wola | Polonia 2011 Warszawa 78 – 73 Stal Stalowa Wola       |  | Warszawa Sędziowie: Wojciech Liszka, Marek Żmuda, Szymon Giza |
| 19 maja 2009 18:00 | Raport | Rezultaty w kwartach: 16–17, 22–22, 17–14, 23–20                |                                                 |                                                       |  | Warszawa Sędziowie: Wojciech Liszka, Marek Żmuda, Szymon Giza |
| 19 maja 2009 18:00 | Raport | Pkt: Berisha, Lewandowski po 14 Zb: Śnieg 8 As: Pamuła 3        |                                                 | Pkt: Szczepaniak 13 Zb: Andrzejewski 6 As: Lisewski 4 |  | Warszawa Sędziowie: Wojciech Liszka, Marek Żmuda, Szymon Giza |
| 19 maja 2009 18:00 | Raport | Polonia 2011 Warszawa wygrywa dwumecz i zostaje mistrzem I ligi |                                                 |                                                       |  | Warszawa Sędziowie: Wojciech Liszka, Marek Żmuda, Szymon Giza |

## Klasyfikacja końcowa
| Lp. | Klub                      |
| --- | ------------------------- |
|     | Polonia 2011 Warszawa     |
|     | Stal Stalowa Wola         |
|     | GKS Tychy                 |
| 4.  | Zastal Zielona Góra       |
| 5.  | Miasto Szkła Krosno       |
| 6.  | Siarka Jezioro Tarnobrzeg |
| 7.  | ŁKS Łódź                  |
| 8.  | MKS Dąbrowa Górnicza      |
| 9.  | Żubry Białystok           |
| 10. | PTG Sokół Łańcut          |
| 11. | KS Sudety Jelenia Góra    |
| 12. | Znicz Basket Pruszków     |
| 13. | KS AZS AWF Katowice       |
| 14. | AZS PWSZ Kalisz           |
| 15. | Asseco Prokom 2 Gdynia    |
| 16. | Resovia Rzeszów           |